# Arena walk byków

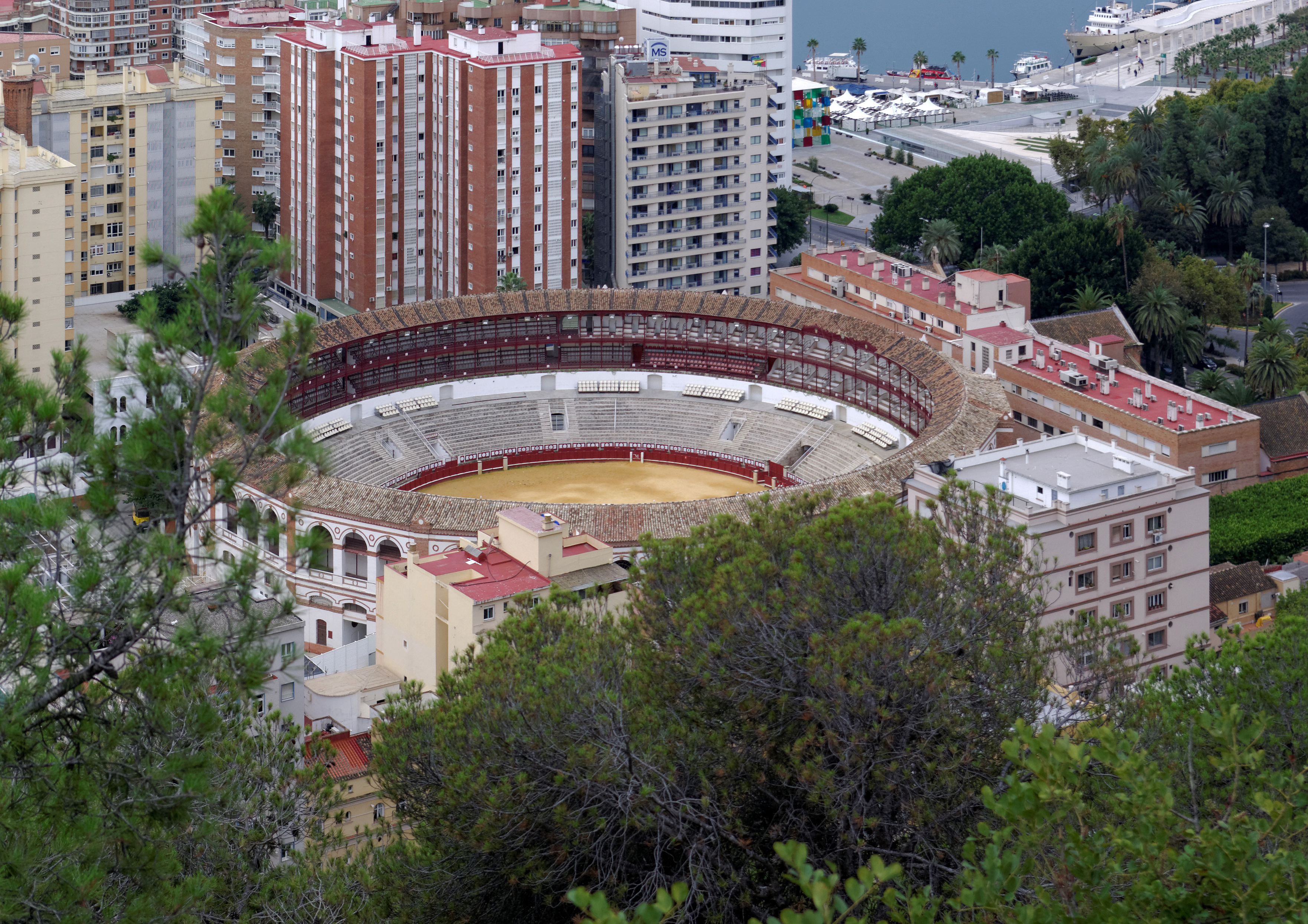
Arena korridy w Maladze

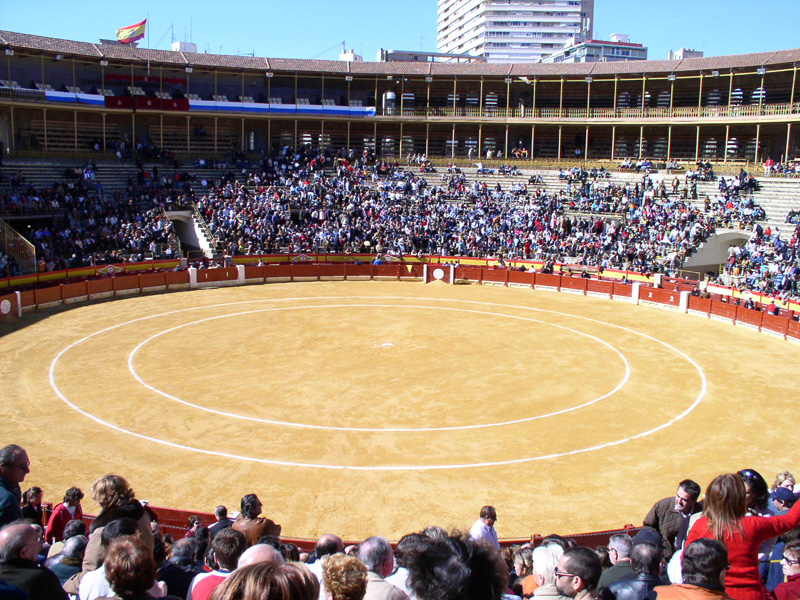
Środek areny walk byków

Arena walk byków (hiszp. Plazas de toros, port.Praças de touros) – obiekt sportowy (zazwyczaj stadion), na którym odbywa się korrida. Najwięcej aren walk byków znajduje się w Hiszpanii. Areny walk byków często są tworzone w zabytkowych stadionach, najczęściej przyjmują wygląd wzorowany na starożytne stadiony.
Miejsca dla widzów są podzielone na trzy kategorie: sombra (obszar zacieniowany), sol (obszar na słońcu), sol y sombra (gdzie na początku teren jest na słońcu, a potem w cieniu). Obecnie coraz częściej widownia posiada kryty dach.
Miejsce walki byka z zawodnikami ma około 50 metrów średnicy i cztery wyjścia, z których jedno przysługuje tylko torreadorowi, który zabił byka.
Wiele aren posiada miejsce dla innych zwierząt (na konia, muły lub osły), ambulatorium oraz masarnie.